# Métropole de Lyon
Metropola Lyon (în franceză Métropole de Lyon), cunoscută și cu numele de Grand Lyon („Lyonul Mare”), este o colectivitate teritorială franceză situată în regiunea central-estică Auvergne-Ron-Alpi. Este o autoritate metropolitană aleasă în mod direct, care cuprinde orașul Lyon și majoritatea suburbiilor sale. Are jurisdicție atât ca departament, cât și ca Métropole⁠(d), scoțând teritoriul din sfera de competență a departamentului Rhône. Avea o populație de 1.411.571 în 2019, dintre care 37% locuiau în orașul Lyon propriu-zis.
A înlocuit Comunitatea Urbană Lyon la 1 ianuarie 2015, în conformitate cu fr adoptată în ianuarie 2014. Primele alegeri metropolitane directe au avut loc în martie (turul 1) și iunie (turul 2) 2020, ducând la o victorie a Europe Ecology – The Greens. Președintele consiliului metropolitan este liderul Verzilor Bruno Bernard din iulie 2020.